# Радочело
Радочело је планина у Србији, на левој страни реке Ибра, око 12 км западно од варошице Ушћа. Планински ланац правца североисток-југозапад, извијен је према југоистоку. Са западне и северне стране планина је обухваћена долином реке Студенице, леве притоке Ибра. Долинама десних притока Студенице и изворишних кракова Брвенице, леве притоке Ибра рашчлањена је на дугачке и високе косе и већа узвишења: Кривачу (1.643 м на северозападу и Врхове (1.533 м на југозападу. У југозападном делу се састоји од горњекарбонских шкриљаца а у северном делу од пермских пешчара, а средишњи делови од перидотита и серпентина.
Претежно је обрасла шумом, местимично знатно проређеном. Постоји пут који води од Ушћа до североисточне подгорине Радочела (до манастира Студеница).